# Detta är den stora dagen
Detta är den stora dagen är en gammal påskpsalm i nio verser, "Dieses ist der Tag der Wonne", skriven av Johann Franck 1653 och översatt av Gustaf Ållon 1694. Efter Anders Frostensons bearbetning 1978 publicerades psalmen med fem verser, varav den sista är en ståvers
Enligt 1697 års koralbok används melodin även till psalmen "När jagh nu min böön uthgiuter" = Lova vill jag Herran, Herran (nr 45). Den melodi som anges i 1986 års psalmbok är daterad senare än psalmens första publicering och nedtecknad i Nürnberg 1731.
Psalmen inleds i 1695 års psalmbok med orden:
Thenne är then store dagen
Som oss Christus hafwer giordt
|  |
|  |

## Publicerad som
- Nr 174 i 1695 års psalmbok under rubriken "Påska Psalmer - Om Christi Upståndelse".
- Nr 112 i 1819 års psalmbok under rubriken "Jesu kärleksfulla uppenbarelse i mänskligheten: Jesu uppståndelse (påskpsalmer)".
- Nr 83 i Nya Pilgrimssånger 1892 under rubriken "Om Kristus. Kristi uppståndelse".
- Nr 215 i Sionstoner 1935 under rubriken "Passionstiden".
- Nr 112 i 1937 års psalmbok under rubriken "Påsk".
- Nr 149 i Den svenska psalmboken 1986 under rubriken "Påsk".
- Nr 95 i Finlandssvenska psalmboken 1986 under rubriken "Påsk".
- Nr 185 i Lova Herren 1988 under rubriken "Påsk".